# Mohamed Belbachir
Mohamed Belbachir (* 11. Januar 1994) ist ein algerischer Mittelstreckenläufer, der sich auf den 800-Meter-Lauf spezialisiert hat.

## Sportliche Laufbahn
Erste Erfahrungen bei internationalen Meisterschaften sammelte Mohamed Belbachir 2011 bei den Jugendweltmeisterschaften nahe Lille, bei denen er im 800-Meter-Lauf mit 1:54,58 min in der ersten Runde ausschied und auch mit der algerischen Sprintstaffel (1000 Meter) mit 1:59,89 min nicht das Finale erreichte. Im Jahr belegte er be bei den Juniorenweltmeisterschaften in Barcelona in 1:46,70 min den siebten Platz. 2013 gewann er bei den Juniorenafrikameisterschaften in Réduit im 400-Meter-Lauf in 47,40 s die Bronzemedaille. Anschließend nahm er mit der 4-mal-400-Meter-Staffel an den Islamic Solidarity Games in Palembang teil und gewann dort in 3:09,04 min die Bronzemedaille hinter den Teams aus Saudi-Arabien und der Türkei. 2017 gewann er bei den Arabischen Meisterschaften in Radès in 1:47,57 min die Silbermedaille über 800 Meter hinter dem Marokkaner Oussama Nabil. Auch bei der anschließenden Sommer-Universiade in Taipeh gewann er in 1:46,73 min die Silbermedaille, diesmal musste er sich dem Mexikaner Jesús Tonatiú López geschlagen geben. Im Jahr darauf belegte er bei den Mittelmeerspielen in Tarragona in 1:49,41 min den sechsten Platz über 800 Meter und gewann mit der Staffel in 3:04,71 min die Bronzemedaille hinter Italien und Spanien. Anschließend nahm er an den Afrikameisterschaften in Asaba teil, schied dort aber mit 1:48,71 min in der ersten Runde aus.
2019 siegte er bei den Studentenweltspielen in Neapel in 1:47,02 min über 800 Meter und wurde anschließend bei den Afrikaspielen in Rabat in 1:46,10 min Siebter. Daraufhin schied er bei den Weltmeisterschaften in Doha mit 1:46,52 min im Vorlauf aus. Bei den Militärweltspielen in Wuhan erreichte er in 1:50,01 min den vierten Platz und gewann mit der Staffel in 3:06,67 min die Bronzemedaille hinter den Teams aus Bahrain und Polen.
Von 2015 bis 2017 wurde Belbachir algerischer Meister im 800-Meter-Lauf.

## Persönliche Bestzeiten
- 400 Meter: 47,20 s, 26. April 2016 in Algier
- 800 Meter: 1:45,75 min, 9. Juni 2019 in Rehlingen
  - 800 Meter (Halle): 1:47,56 min, 13. Februar 2018 in Sabadell